# クリスチャン・ダニエルス
クリスチャン・ダニエルス（英語: Christian Daniels、中国語: 唐立、1953年12月 - ）は、オーストラリアの歴史学者。専門は、中国西南部・タイ文化圏の歴史研究。東京外国語大学名誉教授。文学博士。

## 経歴
- 1976年 オーストラリア国立大学中国研究専攻 卒業
- 1981年 東京大学大学院人文科学研究科東洋史学専修修士課程修了
- 1981年  東京大学大学院人文科学研究科東洋史学専修博士課程単位取得退学
- 1992年　文学博士の学位を取得

## 職歴
- 1986年　財団法人東洋文庫 研究員
- 1987年　就実女子大学文学部史学科 講師
- 1991年　東京外国語大学アジア・アフリカ言語文化研究所 助教授
- 1996年　同 教授
- 2015年　東京外国語大学退職・名誉教授、香港科技大学人文學部主任・教授
- 2023年　香港科技大学退職・名誉教授、大理大学教授

## 研究業績
- Christian Daniels ed., "International Workshop on Remaking Traditional Knowledge; Knowledge as a Resource" 「伝統的知識の再創造」- Distribution and Sharing of Resources in Symbolic and Ecological Systems, ILCAA, 2006.2.15
- Historical Memories of a Chinese Adventurer in A Tay Chronicle Usurpation of the Throne of a Tay Polity in Yunnan, 1573- 1584 International Journal of Asian Studies Vol. 3, Part 1 21-48 Cambridge University Press 2006.1
- 『中国雲南耿馬タイ(傣, イ＋泰）文古籍編目』雲南民族出版社、2005年12月、8＋8＋728頁。（尹紹亭と共編）
- 『生まれる歴史，創られる歴史』刀水書房